# Choi Ji-na
Choi Ji-na (17 de mayo de 1975) es una actriz de Corea del Sur.

## Carrera
Debutó como actriz en 1995, y se hizo más conocida como actriz de reparto en dramas de televisión, en particular My Rosy Life (2005), A Happy Woman (2008), y My Too Perfect Sons (2009).
En 2005 recibió una nominación como Mejor Actriz de reparto en los Korean Film Awards por su interpretación de una chamán en la película Blood Rain.

## Filmografía

### Serie de televisión
| Año  | Título                                     | Rol                      | Red          |
| ---- | ------------------------------------------ | ------------------------ | ------------ |
| 1995 | Country Diaries                            |                          | MBC          |
| 1995 | Woman                                      |                          | MBC          |
| 1995 | 찬품단자                                   | reportera                | MBC          |
| 1995 | Truth                                      |                          |              |
| 1996 | Stars                                      | enfermera                | MBC          |
| 1996 | Dangerous Love                             |                          |              |
| 1996 | Salted Mackerel                            |                          |              |
| 1996 | Jo Gwang-jo                                |                          |              |
| 1997 | Sea of Ambition                            | Myung-sook               | KBS2         |
| 1997 | LA Arirang                                 |                          |              |
| 1998 | My Love by My Side                         | So-young                 | KBS1         |
| 1999 | Follow Your Dreams                         | profesora de matemáticas | EBS          |
| 2000 | Three Friends                              |                          |              |
| 2000 | Song-hwa                                   |                          |              |
| 2001 | The Jewelry Box in My Heart                |                          |              |
| 2001 | Orient Theatre                             | Yoo Soon-ok              | KBS2         |
| 2004 | There's Light at the Tip of My Fingernails |                          | EBS          |
| 2004 | Drama City "So-na's Beautiful Bakery"      | Kang So-na               | KBS2         |
| 2004 | Age of Heroes                              | Choi Myeong-hee          | MBC          |
| 2005 | My Rosy Life                               | Hong Jang-mi             | KBS2         |
| 2006 | Special of My Life                         | esposa de Park Kang-ho   | MBC          |
| 2007 | A Happy Woman                              | Moon Sun-young           | KBS2         |
| 2007 | Fly High                                   | Cha Mi-ri                | SBS          |
| 2008 | My Ex-wife Lives Next Door                 | Joo In-young             | MBC Dramanet |
| 2008 | I Am Happy                                 | Ha-kyung                 | SBS          |
| 2009 | The Slingshot                              | Madam Jang               | KBS2         |
| 2009 | My Too Perfect Sons                        | Kim Hye-rim              | KBS2         |
| 2009 | Temptation of an Angel                     | Jung Sang-ah/Julie Jung  | SBS          |
| 2010 | The King of Legend                         | Seok Rahae               | KBS1         |
| 2011 | Insu, The Queen Mother                     | Yang Hyebin              | jTBC         |
| 2011 | HDTV Literature "Eom Ji-ne"                | Eom Ji-ne                | KBS1         |
| 2012 | Can't Live Without You                     | Hyun-seo                 | MBC          |
| 2013 | Goddess of Fire                            | Yeon-ok                  | MBC          |
| 2013 | The Heirs                                  | Yoo Kyung-ran            | SBS          |
| 2014 | Endless Love                               | Jin Yang-ja              | SBS          |
| 2014 | Gunman in Joseon                           | esposa de Park Jin-han   | KBS2         |
| 2014 | Single-minded Dandelion                    | Yoon Jung-im             | KBS2         |
| 2015 | Insooni's Talk Drama: You Are a Flower     | Kim Ja-ok                | KBS1         |
| 2016 | Hey Ghost, Let's Fight                     | Seo Jeong-geum           | tvN          |
| 2016 | Laurel Tree Tailors                        | Oh Young Eun             | KBS2         |
| 2017 | The Emperor: Owner of the Mask             | Lady Yong-bin            | MBC          |

### Cine
| Año  | Título                 | Rol                |
| ---- | ---------------------- | ------------------ |
| 2000 | Spooky School          |                    |
| 2004 | Shit Up!               | Soon-young         |
| 2005 | Blood Rain             | Manshin            |
| 2007 | Hwang Jin Yi           | Hyun-geum (cameo)  |
| 2009 | Good Morning President | profesora de waltz |

## Teatro
| Año  | Título              | Rol |
| ---- | ------------------- | --- |
| 1998 | The Glass Menagerie |     |

## Premios y nominaciones
| Año  | Premio                  | Categoría               | Nominación | Resultado |
| ---- | ----------------------- | ----------------------- | ---------- | --------- |
| 2005 | 4 de Korean Film Awards | Mejor Actriz de Reparto | Blood Rain | Nominada  |